# توم ستيفن
توم ستيفن (بالإنجليزية: Tom Steven)‏ هو لاعب كرة قدم بريطاني في مركز الوسط، ولد في 5 سبتمبر 1954 في إدنبرة في المملكة المتحدة. لعب مع نادي هيبرنيان.